# Sela (gmina Sežana)
Sela – wieś w Słowenii, w gminie Sežana. W 2018 roku liczyła 49 mieszkańców.